# José Patiño González
José Patiño González, connu sous le surnom de Maestro Patiño, né en 1829 à Cadix (Andalousie, Espagne) et mort en 1902, est un guitariste de flamenco espagnol.

## Biographie
Maestro Patiño est célèbre dans l'histoire du flamenco pour plusieurs raisons :
- il a popularisé l'usage du capodastre parmi les guitaristes de flamenco, permettant ainsi de facilement changer de tessiture et d'accompagner tous les types de chanteurs ;
- il a structuré les techniques et styles de jeu de l'époque, dont les formes sont encore utilisées de nos jours ;
- il serait le premier guitariste soliste connu dans le registre du flamenco.